# The Grange (Whiskybrennerei)
The Grange war eine Whiskybrennerei in Burntisland, Fife, Schottland. Sie darf nicht mit der 1817–1829 in Morayshire bestehenden Grange-Brennerei und der Alloa-Brennerei, welche ebenfalls als Grange bezeichnet wurde, verwechselt werden. Die Brennerei wurde auch als Old Burntisland oder Burntisland bezeichnet. Die Brennereigebäude sind in den schottischen Denkmallisten in die Kategorie B einsortiert. Die ehemaligen Wohnungen der Brennereibediensteten sind in der Kategorie C gelistet.
Die Brennerei ging aus einer Brauerei hervor, die seit 1767 bestand und 1786 in eine Whiskybrennerei umgewandelt wurde. Die Brennerei 1806 und 1813 umgebaut und ging dann in den Besitz von William Young über, einem Landwirt, dem das Gelände, auf dem die Gebäude errichtet waren, gehörte. Innerhalb der nächsten 52 Jahre wurde die Destillerie dreimal umgebaut und erweitert. Ende des 19. Jahrhunderts wurde auf einer nahegelegenen Anhöhe ein gusseisernes Wasserreservoir errichtet, in dem Wasser aus zwei früher gebohrten Wasserquellen gelagert wurde. Das Reservoir ist heute noch erhalten.
Ende der 1890er Jahre wurden Handelsvertreter angestellt, die für den überregionalen Verkauf des Whiskys verantwortlich waren. 1914 gingen William Young & Co. mit Glenkinchie, Clydesdale, St. Magdalene und Rosebank zu den Scottish Malt Distillers (SMD) zusammen. Während des Ersten Weltkriegs war die Brennerei geschlossen. Nach ihrer Wiedereröffnung konnte sie jedoch nicht mehr an die vorherige Bedeutung anknüpfen und wurde 1927 endgültig geschlossen. Ihre Lagerhäuser wurden noch lange weitergenutzt und sind heute in den schottischen Denkmallisten eingetragen.
Alfred Barnard bereiste die Brennerei Mitte der 1880er Jahre, so dass detaillierte Berichte über die Betriebsgebäude in dieser Zeit vorhanden sind. Seiner Angabe nach erfolgte das Brennen mittels zweier Pot Stills, welche 200.000 Gallonen Whisky pro Jahr erzeugten. Die Maximalkapazität ist mit 260.000 Gallonen angegeben. Der erzeugte Whisky wurde nach Schottland, England, Indien und den britischen Kolonien unter anderem als Old Burntisland verkauft.